# Dineutus nigrior
Dineutus nigrior is een keversoort uit de familie van schrijvertjes (Gyrinidae). De wetenschappelijke naam van de soort is voor het eerst geldig gepubliceerd in 1895 door Roberts.